# Haags Kinderbeschermingsverdrag 1961
Het Verdrag betreffende de bevoegdheid der autoriteiten en de toepasselijke wet inzake de bescherming van minderjarigen of Haags Kinderbeschermingsverdrag van 1961 (HKV 1961) was een van de Haagse Conventies in 1961. Het verdrag werd op 5 oktober 1961 getekend en het werd op 4 februari 1969 van kracht.

## Bepalingen
- De juridische- of administratieve autoriteiten van het land waar een kind woont hebben de bevoegdheid om maatregelen te treffen om dit kind of de eigendommen van dit kind te beschermen (art. 1).
- Deze maatregelen worden genomen zoals voorzien in de lokale wetgeving die begin, wijzigingen, einde en gevolgen van de maatregelen moet voorzien (art. 2).
- De gezagsverhouding die via de lokale wet ontstaat tussen de Staat en de minderjarige wordt in alle andere Verdragsstaten erkend (art. 3).
- De genomen maatregelen worden in alle andere Verdragsstaten erkend (art. 7).
- Het Verdrag is van toepassing op minderjarigen die deze hoedanigheid hebben onder de wet van de staat waarvan ze onderdaan zijn, dan wel hebben onder de wet van de staat waarin ze woonachtig zijn (art. 12).

## Ratificatie
Veertien landen maken deel uit van het verdrag:
| Land        | Ondertekend       | Ratificatie of Acceptatie |
| ----------- | ----------------- | ------------------------- |
| Zwitserland | 18 november 1964  | 9 december 1966           |
| Luxemburg   | 3 januari 1963    | 13 oktober 1967           |
| Portugal    | 29 september 1967 | 6 december 1968           |
| Duitsland   | 22 oktober 1968   | 19 juli 1971              |
| Nederland   | 30 november 1962  | 20 juli 1971              |
| Frankrijk   | 29 november 1961  | 11 september 1972         |
| Oostenrijk  | 28 november 1966  | 12 maart 1975             |
| Turkije     |                   | 25 augustus 1983          |
| Spanje      | 27 mei 1986       | 22 mei 1987               |
| Polen       |                   | 26 mei 1993               |
| Italië      | 15 december 1961  | 22 februari 1995          |
| Letland     |                   | 24 januari 2001           |
| Litouwen    |                   | 23 oktober 2001           |
| Macau       |                   | 4 februari 1969           |